# موتيسية ثنائية اللون
موتيسية ثنائية اللون (الاسم العلمي:Mutisia bicolor) هو نوع نباتي يتبع جنس الموتيسية من فصيلة النجمية.